# Alfredo Mendoza
Alfredo Damián Mendoza Sulewski (* 31. Dezember 1963, nach anderen Angaben am 12. Dezember 1963 in Encarnación) ist ein ehemaliger paraguayischer Fußballspieler. Er nahm mit der paraguayischen Nationalmannschaft an der Fußball-Weltmeisterschaft 1986 teil.

## Karriere

### Verein
Mendoza spielte in der Jugend beim Club Silvio Pettirossi aus der Hauptstadt Asunción, bevor er seine Profikarriere 1981 beim Club Atlético Tembetary aus Ypané begann. Nach einer Spielzeit beim Club Guaraní wechselte er 1983 zum Club Cerro Porteño, für den er bis 1985 spielte. Nach Stationen in Kolumbien bei Independiente Medellín und Deportivo Cali kehrte Mendoza 1988 nach Paraguay zurück, wo er sich dem Club Olimpia anschloss. Mit diesem Verein gewann er 1988 die paraguayische Meisterschaft und stand im Finale der Copa Libertadores 1989 gegen den kolumbianischen Vertreter Atlético Nacional. Im entscheidenden Elfmeterschießen des Rückspiels verwandelte Mendoza einen Elfmeter zum zwischenzeitlichen 3:3. Da die Paraguayer insgesamt fünf Elfmeter verschossen, gewann Atlético Nacional den Titel.
Während der Spielzeit 1989 wechselte er nach Europa zum französischen Erstligisten Stade Brest. Bereits 1990 kehrte er nach Südamerika zurück. Nach einer Saison bei Textil Mandiyú aus Corrientes wechselte er zu den Newell’s Old Boys, mit denen er die Torneo Clausura 1992 gewann. Im selben Jahr stand er erneut im Finale um die Copa Libertadores. Nach einem 1:0-Sieg der Argentinier im Hinspiel gegen den FC São Paulo stand es im Rückspiel nach 120 Minuten ebenfalls 1:0 für die Gastgeber. Im folgenden Elfmeterschießen verschoss Mendoza beim Stand von 2:2. Am Ende siegten die Brasilianer mit 3:2.
Nach vier Jahren bei den Old Boys und einem Jahr in Mexiko bei Atlas Guadalajara kehrte er 1996 zum Club Olimpia zurück. Dort gewann er zwei weitere Meisterschaften. 1998 beendete er seine aktive Laufbahn.

### Nationalmannschaft
Mendoza gehörte bei der Weltmeisterschaft 1986 in Mexiko dem paraguayischen Aufgebot an und kam in allen vier Spielen seines Landes zum Einsatz.
Zudem nahm er 1983 und 1989 an der Copa América teil.
Zwischen 1983 und 1993 bestritt er insgesamt 43 Länderspiele für Paraguay, in denen er neun Tore erzielte.

## Erfolge
- Paraguayische Meisterschaft: 1988, 1997 und 1998
- Argentinische Meisterschaft: Torneo Clausura 1992